# Pavetta nitidissima
Pavetta nitidissima är en måreväxtart som beskrevs av Diane Mary Bridson. Pavetta nitidissima ingår i släktet Pavetta och familjen måreväxter. IUCN kategoriserar arten globalt som sårbar. Inga underarter finns listade i Catalogue of Life.